# Grand Ridge
Grand Ridge – wieś w Stanach Zjednoczonych, w stanie Illinois, w hrabstwie LaSalle.